# Le Pondy
Pour les articles homonymes, voir Pondy.
Le Pondy est une commune française située dans le département du Cher en région Centre-Val de Loire.

## Géographie

### Climat
Pour des articles plus généraux, voir Climat du Centre-Val de Loire et Climat du Cher.
En 2010, le climat de la commune est de type climat océanique dégradé des plaines du Centre et du Nord, selon une étude du CNRS s'appuyant sur une série de données couvrant la période 1971-2000. En 2020, Météo-France publie une typologie des climats de la France métropolitaine dans laquelle la commune est exposée à un climat océanique altéré et est dans une zone de transition entre les régions climatiques « Centre et contreforts nord du Massif Central » et « Ouest et nord-ouest du Massif Central ». 
Pour la période 1971-2000, la température annuelle moyenne est de 11,5 °C, avec une amplitude thermique annuelle de 15,7 °C. Le cumul annuel moyen de précipitations est de 771 mm, avec 11,1 jours de précipitations en janvier et 7,6 jours en juillet. Pour la période 1991-2020, la température moyenne annuelle observée sur la station météorologique la plus proche, située sur la commune de Dun-sur-Auron à 11 km à vol d'oiseau, est de 12,0 °C et le cumul annuel moyen de précipitations est de 785,3 mm,. Pour l'avenir, les paramètres climatiques de la commune estimés pour 2050 selon différents scénarios d'émission de gaz à effet de serre sont consultables sur un site dédié publié par Météo-France en novembre 2022.

## Urbanisme

### Typologie
Au 1er janvier 2024, Le Pondy est catégorisée commune rurale à habitat dispersé, selon la nouvelle grille communale de densité à 7 niveaux définie par l'Insee en 2022.
Elle est située hors unité urbaine. Par ailleurs la commune fait partie de l'aire d'attraction de Saint-Amand-Montrond, dont elle est une commune de la couronne,. Cette aire, qui regroupe 36 communes, est catégorisée dans les aires de moins de 50 000 habitants,.

### Occupation des sols
L'occupation des sols de la commune, telle qu'elle ressort de la base de données européenne d’occupation biophysique des sols Corine Land Cover (CLC), est marquée par l'importance des territoires agricoles (60,3 % en 2018), une proportion identique à celle de 1990 (60,3 %). La répartition détaillée en 2018 est la suivante : 
prairies (47,4 %), forêts (35,4 %), terres arables (9,3 %), eaux continentales (4,2 %), zones agricoles hétérogènes (3,7 %).
L'évolution de l’occupation des sols de la commune et de ses infrastructures peut être observée sur les différentes représentations cartographiques du territoire : la carte de Cassini (XVIIIe siècle), la carte d'état-major (1820-1866) et les cartes ou photos aériennes de l'IGN pour la période actuelle (1950 à aujourd'hui).

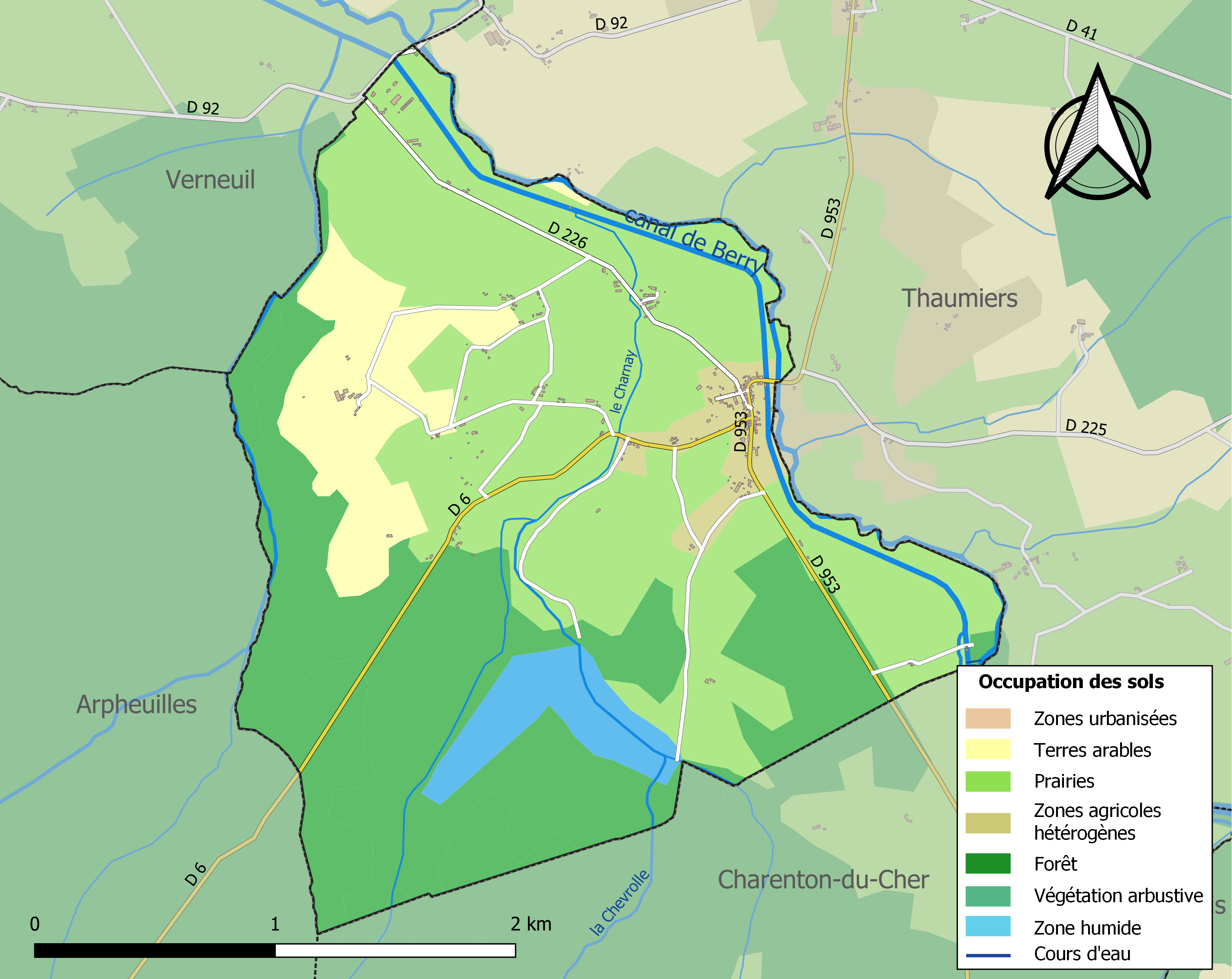
Carte des infrastructures et de l'occupation des sols de la commune en 2018 (CLC).

### Risques majeurs
Le territoire de la commune duPondy est vulnérable à différents aléas naturels : météorologiques (tempête, orage, neige, grand froid, canicule ou sécheresse), mouvements de terrains et séisme (sismicité faible). Il est également exposé à un risque technologique, la rupture d'un barrage. Un site publié par le BRGM permet d'évaluer simplement et rapidement les risques d'un bien localisé soit par son adresse soit par le numéro de sa parcelle.

#### Risques naturels

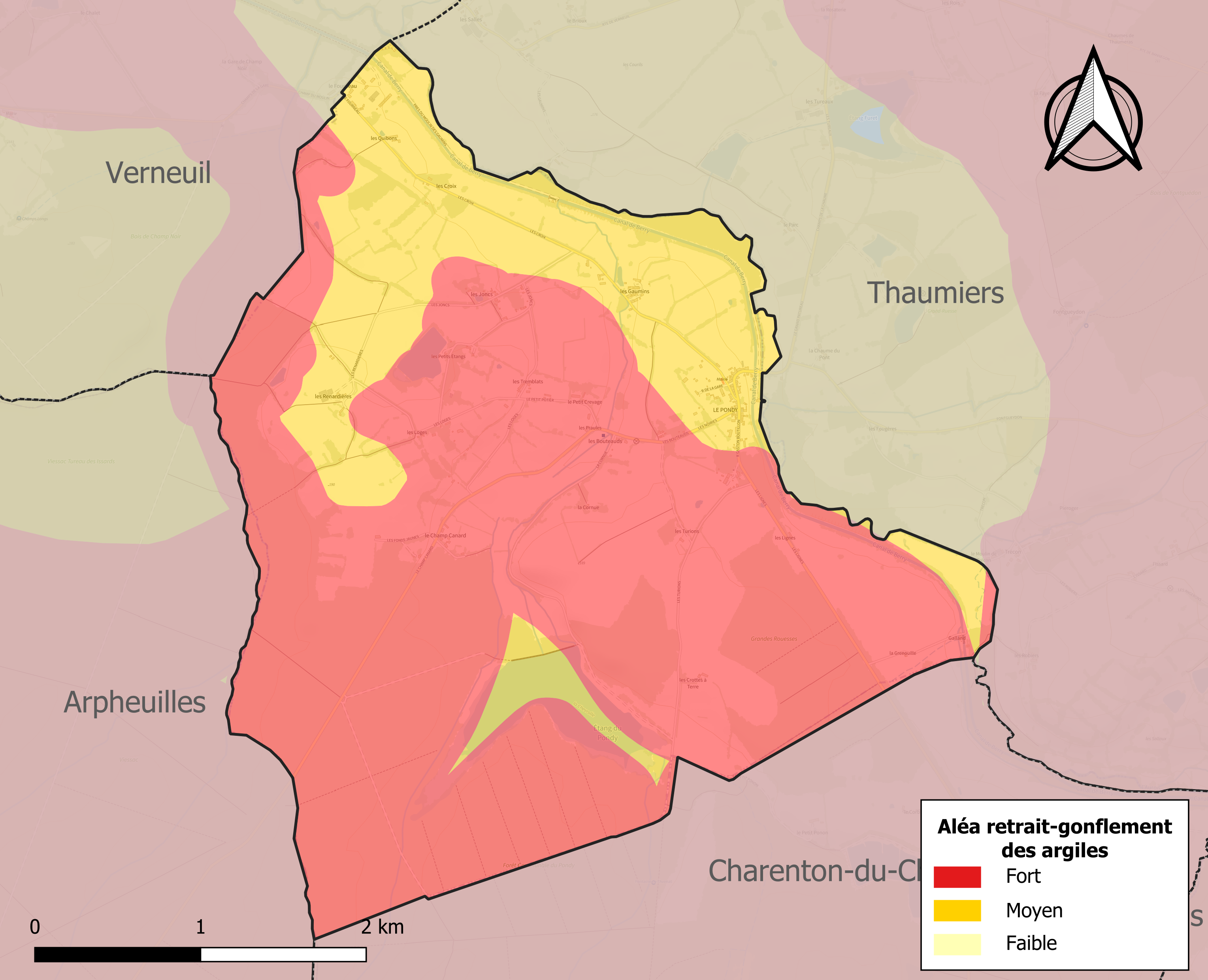
Carte des zones d'aléa retrait-gonflement des sols argileux duPondy.

La commune est vulnérable au risque de mouvements de terrains constitué principalement du retrait-gonflement des sols argileux. Cet aléa est susceptible d'engendrer des dommages importants aux bâtiments en cas d’alternance de périodes de sécheresse et de pluie. La totalité de la commune est en aléa moyen ou fort (90 % au niveau départemental et 48,5 % au niveau national). Sur les 119 bâtiments dénombrés sur la commune en 2019, 119 sont en aléa moyen ou fort, soit 100 %, à comparer aux 83 % au niveau départemental et 54 % au niveau national. Une cartographie de l'exposition du territoire national au retrait gonflement des sols argileux est disponible sur le site du BRGM,.
Concernant les mouvements de terrains, la commune a été reconnue en état de catastrophe naturelle au titre des dommages causés par la sécheresse en 1989, 2018 et 2019 et par des mouvements de terrain en 1999.

#### Risques technologiques
La commune est en outre située en aval du barrage de l'étang de Goule, de classe B. À ce titre elle est susceptible d’être touchée par l’onde de submersion consécutive à la rupture de cet ouvrage.

## Histoire

### Moyen Âge et époque moderne
Quelques seigneurs du Pondy : 
- Jean Ier de Sancerre, 1235(?)-1280(?)
- Son fils Jean II 1260- + 1327
- Pierre d'Amboise, 1408 - 1473
- Ligier Rousset, seigneur de la Cour du Pondy mentionné vers 1530

Noms donnés au Pondy à travers les âges :
- 1220 : Pondiz
- 1243 : Pondix
- 1293 : Pondicium
- 1436 : Pont d'Isz
- 1569 : Pont Didz
- 1688 : Pont Dix
- XIX  : Pont d'Y
- 1954 : Pondy

le pont didz en 1568:
Le géographe du roi, Nicolas de Nicolaÿ écrit dans son ouvrage Description générale du Bourbonnais : « Le Pont-Didz, paroisse et membre dépendant de la seigneurie et justice de Meillant, et est un bourg auquel est la maison noble de La Court, contient 29 feux ».

### Époque contemporaine
La physionomie du Pondy fut profondément modifié au siècle dernier par la construction de la route actuelle, du canal et de la voie ferrée. L'unique voie étroite du chemin de fer s'infiltra dans le paysage sans guère le marquer autrement que par la présence de la gare d'ailleurs située à l'écart. Il n'est pas possible de savoir ce que le canal fit disparaître en séparant le hameau de la rivière (l'Auron) et du moulin qui existait probablement auparavant.
Les modifications apportées par la route sont plus aisément déchiffrables. Pour traverser au plus court le canal et la rivière, il fallut lui faire décrire deux virages inverses à angle droit. On dut dévier le court de la rivière pour le rapprocher du canal : le lit actuel de l'Auron partout ailleurs fort sinueux est effectivement rectiligne lorsqu'il longe le canal en traversant le Pondy et la trace tortueuse de l'ancien lit abandonné est encore visible dans le champ voisin.
Quelques dates:
- 1790 : Collecte indépendante de la paroisse de Thaumiers, Élection de Saint-Amand-Montrond, réunie à celle de Thaumiers en janvier 1790 pour former la commune de Thaumiers, et érigée en commune par la loi du 4 avril 1908.
- 1841 (ou 42) : Inauguration du canal de Berry.
- 1893 : Ouverture de la ligne de chemin de fer.
- 1952 : Fermeture de la ligne de chemin de fer.
- 1955 : Déclassement du canal de Berry.

## Politique et administration
| Période                                  | Période      | Identité         | Étiquette | Qualité |
| ---------------------------------------- | ------------ | ---------------- | --------- | ------- |
| Les données manquantes sont à compléter. |              |                  |           |         |
| mars 2001                                | mars 2008    | Bernard Catinaud |           |         |
| mars 2008                                | juillet 2011 | Patrick Etienne  | SE        |         |
| juillet 2011                             | En cours     | Yves Petit,      |           | Artisan |

## Démographie
L'évolution du nombre d'habitants est connue à travers les recensements de la population effectués dans la commune depuis 1911. Pour les communes de moins de 10 000 habitants, une enquête de recensement portant sur toute la population est réalisée tous les cinq ans, les populations de référence des années intermédiaires étant quant à elles estimées par interpolation ou extrapolation. Pour la commune, le premier recensement exhaustif entrant dans le cadre du nouveau dispositif a été réalisé en 2004.

En 2022, la commune comptait 154 habitants, en évolution de +9,22 % par rapport à 2016 (Cher : −2,48 %, France hors Mayotte : +2,11 %).
| 1911 | 1921 | 1926 | 1931 | 1936 | 1946 | 1954 | 1962 | 1968 |
| ---- | ---- | ---- | ---- | ---- | ---- | ---- | ---- | ---- |
| 387  | 344  | 305  | 277  | 281  | 266  | 236  | 229  | 172  |

| 1975 | 1982 | 1990 | 1999 | 2004 | 2006 | 2009 | 2014 | 2019 |
| ---- | ---- | ---- | ---- | ---- | ---- | ---- | ---- | ---- |
| 129  | 127  | 124  | 140  | 114  | 105  | 130  | 140  | 148  |

| 2022 | - | - | - | - | - | - | - | - |
| ---- | - | - | - | - | - | - | - | - |
| 154  | - | - | - | - | - | - | - | - |

## Culture locale et patrimoine

### Lieux et monuments
Il n'y a pas d'église au Pondy car rattaché à la paroisse de Thaumiers.
- Une croix en pierre à l’angle de la route de menant aux Fourneaux et de la route de Dun commémore la création de la commune.
- Une maison à l’angle de la route de Dun et de celle de Saint-Amand daterait du XVIIe siècle et serait les restes d’une ancienne maladrerie tenue par des moines. L’existence de cette maladrerie est attestée par d’anciens écrits mais son emplacement n'est pas confirmé.
- L’écluse du Pondy sur le canal de Berry se trouve à l’entrée du village.

Deux autres écluses existent à l’extérieur du village : l’écluse des Gaumins et l’écluse des Galantes.
- Le Moulin du Pondy situé entre le canal du Berry et la rivière du l’Auron.
- L'étang du Pondy se trouve également à l'extérieur du village, dans les bois du même nom. Cet étang est réservé à la pêche et constitue un agréable lieu de promenade.
- Présence de la gare typique du Pondy qui est désormais une jolie résidence de location.

Autre monuments :
- Forges : haut fourneau de Praud construit en 1829 par le comte de Bonneval, installations souterraines, maison de maître, barre de logements ouvriers unique en son genre. Il n'en reste aujourd'hui que la maison d'habitation.
- Lavoir : avec cylindres de bois et treuils entièrement détruit au début des années 1980. À la même époque, la mare, située quelques mètres en amont a été laissée à l'abandon, s'est comblée au fil des ans et le ruisseau qui la traversait n'est plus qu'un filet d'eau à peine décelable au milieu des herbes folles.
- Les Gaumins : un sanctuaire était implanté sur des alluvions anciennes de l'Auron au sommet d'une pente à 20 m de la rive droite - sanctuaire de 2 fanas à galerie périphérique - théâtre - voie romaine de Bourges à Bourbon (cahier du Berry A Ferdière)
- Le Château : la plus grande propriété de la commune, dont l'habitation principale est une grande maison du XVe siècle. Cette propriété est équipée de champs, d'une petite forêt, d'un moulin, de granges, d'une écurie... Il est actuellement habité par une famille d'aristocrates parisiens.

### Personnalités liées à la commune
Peu de personnalités originaires du Pondy sont célèbres, mais certaines méritent d'être mentionnées :
- Patrick Loubières, d'origine parisienne, dont le château était sa résidence secondaire, puis principale lors de sa retraite.
- Annelis Loubières, née Schalcher, femme de Patrick Loubières, d'origine suisse, décédée en 2008.